# Marne, Tyskland
Marne är en stad i Kreis Dithmarschen i förbundslandet Schleswig-Holstein i Tyskland.
Staden ingår i kommunalförbundet Amt Marne-Nordsee tillsammans med ytterligare 12 kommuner.